# 권연침벌
권연침벌(권련침벌)은 주로 권연벌레에 기생하는 기생벌의 일종이다. 암컷은 몸길이 약 2mm, 수컷은 1.5mm에 달하며 몸무게는 0.2mg이고 몸은 적갈색으로 광택이 있다. 권연벌레 따위의 숙주의 무리가 있는 곳에 서식한다. 1887년에 윌리엄 해리스 애쉬미드(:en:William Harris Ashmead)가 한국에서 발견하여 최초로 학계에 보고하였으며 선적된 물품을 따라 일본, 콜롬비아, 체코슬로바키아, 미국 플로리다주 등 세계 곳곳에 도입되었다.
권연침벌의 몸을 으깨면 독특한 냄새가 난다. 권연침벌은 체내에 향기 물질인 스카톨을 함유하는데 알림 페로몬 역할을 한다. 이를 통해 암수가 짝짓기를 위해 모이는 것으로 보인다. 스카톨은 주로 머리, 특히 턱샘에서 만들어진다.
피레트린(en:Pyrethrin) 스프레이를 서식처 곳곳에 뿌려주면 퇴치가 잘 된다.

## 습성
생김새가 개미와 비슷하며 모여 사는 습성이 있어서 침개미(en:Ponera), 붉은불개미로 곧잘 오인된다. 다만 개미와는 달리 배자루마디가 없다. 암컷은 날개가 없지만 수컷은 날개가 있는 유시형, 없는 무시형이 있는데, 차이는 오직 유전자에 있다.
암컷은 권연벌레(en:Lasioderma serricorne), 인삼벌레(en:Drugstore beetle) 뿐만 아니라 호주거미딱정벌레(:en:Ptinus tectus), 흰점박이거미딱정벌레(:en:Ptinus fur), 황금거미딱정벌레(:en:Niptus hololeucus), 술소바구미(:en:Araecerus fasciculatus), 동부콩바구미(:en:callosobrutus maculatus) 등의 다양한 창고 해충의 유충에 산란하며, 알이 부화하면 숙주의 몸을 먹고 자라는 해충의 천적이다. 하지만 권연침벌은 암컷이 독침을 가지고 있으며 인간의 피부를 찔러 통증과 부종, 가려움을 일으키기 때문에 해충으로 간주한다. 증상은 2주까지 지속된다. 철근 고층 주택이나 식품 공장 내에서도 종종 발생하지만, 주로 집에 떨어진 부스러기를 먹고 사는 권연벌레를 따라 집에서 서식하며, 이럴 경우 해당 건물 내에 거주하는 인간은 자는 사이에 자주 쏘인다. 야생 환경에서도 말 따위의 가축을 물어 문제가 되기도 하는데 크기가 워낙 작은데다 기생 산란을 위해 나무를 먹는 벌레가 판 굴 안으로 들어가기 때문에 원인 파악에 어려움을 겪는다.
2월에서 10월까지 활동하고 번식하며, 해에 4-5 회 발생한다. 수컷의 수명은 10 여 일에 불과하지만 암컷은 2~6 달 동안 생존 하며 한 번에 100 여 개의 알을 산란한다. (첫 산란 때는 50개에 그친다.) 암컷 성충은 10월 이후에는 그대로 월동한다. 알의 길이는 0.3mm 정도이다. 알은 산란한지 24시간 안에 부화하고, 온도가 실온에 해당하는 25 °C 일 때 애벌레 단계는 4-5 일, 번데기 기간은 10-12 일, 합쳐서 부화 22-25 일 뒤에 우화한다. 또한 15 °C 이하에서는 성장을 멈춘다.
암컷은 알을 주로 숙주의 복부 밑부분에 낳으며, 이따금 숙주의 외피를 벗겨내는데, 이렇게 하면 유충이 살을 파먹기 쉬워진다. 암컷은 대부분 이미 고치를 만든 숙주에 산란하고, 고치를 만들지 않은 숙주에 산란하여 유충이 무사히 자라날 확률은 20%에 불과하다. 암컷은 한 숙주에 다수의 알을 산란하기도 하며, 절반 정도의 숙주는 기생이 실패하여 죽어버린다. 유충은 숙주를 모조리 먹고 나서 곧바로 고치를 만드는데, 숙주가 남긴 빈 고치 안에서도 번데기가 될 수 있다. 번데기 기간은 암컷이 수컷보다 길고, 날개 달린 수컷이 날개 없는 수컷보다 길다. 성충은 우화한 직후 한 시간 동안은 빠르게 움직일 힘이 없이 기어다닌다. 성충 수컷은 아무것도 먹지 않는다. 성비 이론에 따라, 근방에 자라난 개체들이 많을수록 암컷이 많이 태어나는 경향이 있다. 만일 숙주를 찾지 못할 경우 암컷은 우화 10~20일 후에는 죽는다.
권연침벌은 빛을 향해 날지 않기 때문에, 빛을 이용한 곤충 퇴치기는 쓸모 없다.

## 참고 자료
- Lim, J. et al. 2007: Cephalonomia gallicola (Hymenoptera: Bethylidae), new to Korea, an ectoparasitoid of the cigarette beetle, Lasioderma serricorne (Coleoptera: Anobiidae). Journal of Asia-Pacific entomology, 10(4): 335–338. doi:10.1016/S1226-8615(08)60372-6
- Tachikawa, T., 1985. Forest Pests, Tokyo, 34(8): 2–4.
- Terayama, Mamoru, 2005, A Catalogue of Aculeate Hymenoptera of Japan.